# جیا دارلینگ
جیا دارلینگ (انگلیسی: Gia Darling؛ زاده ۳۰ ژوئیهٔ ۱۹۷۷) بازیگر، کارگردان و تهیه‌کننده پورنوگرافی تراجنسیتی اهل ایالات متحده آمریکا است.